# 偽中国語
偽中国語（にせちゅうごくご）は、2009年頃に登場した日本のインターネット上のネタで、日本語の文法上の文を取り、ひらがなとカタカナを取り除き、漢字だけを残して中国語に見えるようにするものである。2016年に日本人がTwitter上で呟いたものが中国の微博で話題となり、中国でも知られるようになった。 
中国語を話す者は日本語を知らなくても文章の意味を推測することができる。ただし、文法構造の違いや使われる単語に違い等もあり、伝わらなかったり、誤って伝わることもある。この書き方は、特異な単語の選択につながる可能性がある。たとえば、非常感謝（とても感謝する）は、大変感謝として書かれる。感謝は両言語に共通しているが、非常は中国語では強意語として使われ、大変は日本語で同じ役割を果たす。また、Baiduのコメンテーターは、貴方明日何処行（明日どこに行きますか？）のような表現で、偽中国語と古典中国語の驚くべき類似性に気付いた。 
台湾の中央通訊社は、偽中国語を日中コミュニケーションの新しいプラットフォームとして歓迎している。2019年には河野太郎外務大臣が、訪中時の様子をTwitterに偽中国語で投稿し、日中のネットユーザーから注目を浴びた。日本人にとっては中国っぽさを楽しむネタ的要素の強いものであるが、複数の中国政府系メディアからは中国語（漢語）は言葉に深い意味が込められていて、偽中国語を使うことはいささか軽率であり、暇つぶしにはなっても民間交流を促す状態からは遠いと否定的な評価もされた。
2024年12月10日には偽中国語用SNSのアプリである対多が配信され一時期サーバーがダウンするほどの人気となった。

## 参照資料
1. 1 2  岡田「日本でにわかにブームの「偽中国語」、中国で驚きの声」『Record China』2017年3月30日。2017年4月6日閲覧。
2. 1 2 3  越野優子 (4 2016). “中国における日本古典文学への一考察 : “弱水三千”から展開する日中語の差異を中心に”. 詞林 59:  59. doi:10.18910/57906.
3. 1 2  今関忠馬 (2016年2月22日). “日本のネット上で広がる「偽中国語」が、日中友好の新局面を切り開く？　中国メディアが紹介”. サーチナ
4. ↑  刘娇 (2016年2月20日). “"大変感謝"就是"非常感谢"！伪中国语日本走红(图)” (中国語). Xinhua 2017年4月6日閲覧。
5. ↑  李珍 (2016年2月20日). “伪中国语走红网友：感觉打开了中日民间交流的新大门” (中国語). China.com.cn.  オリジナルの2017年7月1日時点におけるアーカイブ。 2017年4月6日閲覧。
6. ↑  今関忠馬 (2019年8月26日). “河野外相、再びツイッターの「偽中国語」で中国ネットを沸かせる”. サーチナ
7. ↑  “「偽中国語」と「偽日本語」―中国メディア”. レコードチャイナ. (2019年10月19日)
8. ↑  今関忠馬 (2016年2月22日). “中国政府系メディア、日本人の「偽中国語」にマジレス・・・「子どもの遊びだ！」”. excite.ニュース
9. ↑  株式会社インプレス (2024年12月16日). “偽中国語SNS「対多」がスマッシュヒット、アクセス過多でサーバーダウン 「深陳謝。対多現在訪問数急増大之為、意図的鯖落。」”. GAME Watch. 2024年12月22日閲覧。